# Forêt nationale des Black Hills
La forêt nationale des Black Hills est une forêt fédérale protégée située dans le sud-ouest de l'État du Dakota du Sud, et le nord-ouest de l'État du Wyoming, aux États-Unis. Elle s'étend sur une surface de 5 066,25 km2, et son siège social se trouve à Custer. Elle a été créée le 22 février 1897.

## Aire protégée

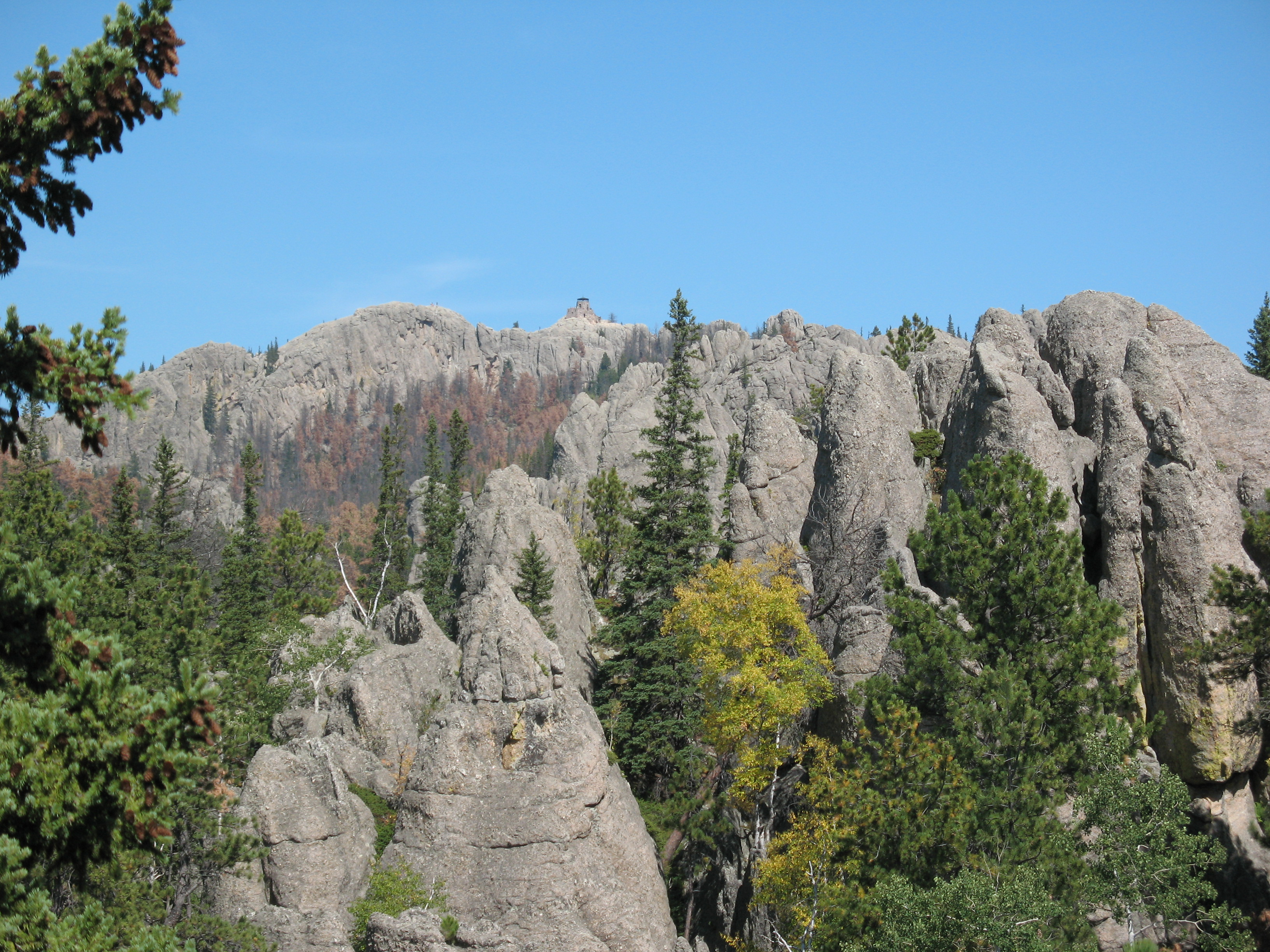
Le Harney Peak

La forêt nationale comprend deux aires protégées,  la réserve intégrale Black Elk (54,33 km2) et la réserve faunique Norbeck (136,2 km2),.